# Thevetia peruviana

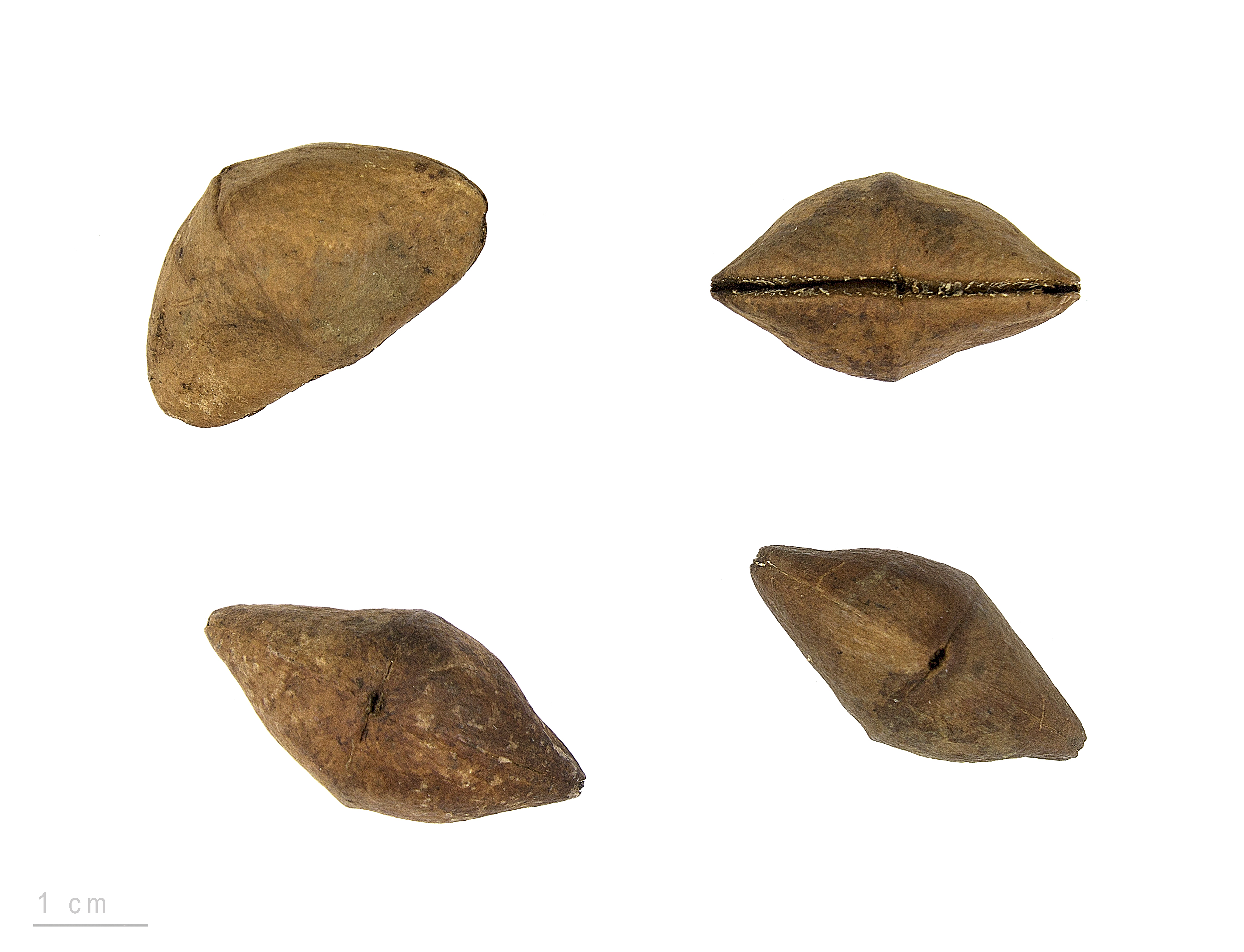
Thevetia peruviana - MHNT

A Thevetia peruviana (Pers.) Schum. (sin. Cascabela thevetia) é uma pequena árvore originária da América Central e pertencente à família Apocynaceae. É conhecida popularmente como chapéu-de-napoleão devido à forma de seus frutos, ou ainda como aguaí ou noz-de-cobra. Os frutos são responsáveis por casos graves de intoxicação, em especial de crianças, que comem suas castanhas (internas). Os principais componentes tóxicos pertencem à classe dos glicosídeos cardiotóxicos.